# جاده سر مت بازبی

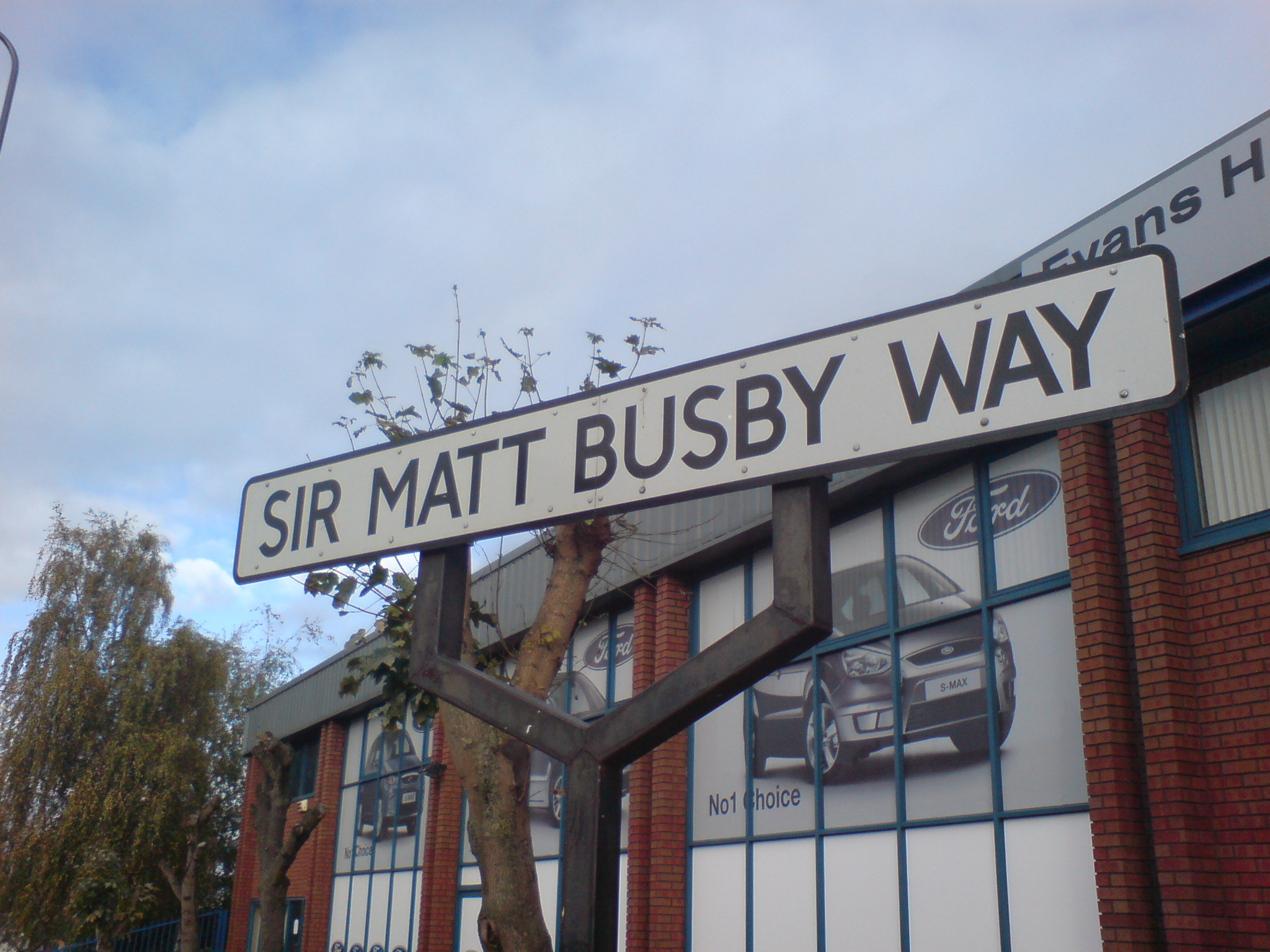
تابلویی که نشان دهنده نام این جاده است و در قسمت شمالی آن نصب شده است.

جاده سر مت بازبی جاده‌ای است که در الدترافورد، منچستر بزرگ، انگلیس واقع است و به ورزشگاه الدترافورد راه پیدا می‌کند.این جاده به افتخار سر مت بازبی اسطوره‌ی مربیگری در منچستر یونایتد، به این نام، نامگذاری شده‌است.